# Diospyros juruensis
Diospyros juruensis är en tvåhjärtbladig växtart som beskrevs av Albert Charles Smith. Diospyros juruensis ingår i släktet Diospyros och familjen Ebenaceae.

## Underarter
Arten delas in i följande underarter:
- D. j. campechiana
- D. j. hartmanniana
- D. j. juruensis
- D. j. nenab
- D. j. panamensis